# Сайн-Витгенштейн-Берлебург, Густав
Густав Фредерик Филип Рихард цу Сайн-Витгенштейн-Берлебург (нем. Gustav Frederik Philip Richard zu Sayn-Wittgenstein-Berleburg; род. 12 января 1969, Франкфурт-на-Майне, Гессен) — глава дома Сайн-Витгенштейн-Берлебург (с 2017); единственный сын покойного принца Рихарда Сайн-Витгенштейн-Берлебург и его супруги Бенедикты Датской.

## Биография
Родился 12 января 1969 года во Франкфурт-на-Майне, Гессене.
Проживает в городе Бад-Берлебурге, в земле Северный Рейн-Вестфалия, в Германии. Имеет двух сестёр — принцессу Александру Розмари Ингрид Бенедикту (род. 20.11.1970) и принцессу Натали Ксению Маргрету Бенедикту.
16 августа 2000 года состоялась помолвка принца с Эльвирой Пасте де Рошфор (фр. Elvire Pasté de Rochefort), а свадьба была запланирована 12 мая 2001 года в Париже, однако 16 июля 2001 года было объявлено о денонсации свадебных мероприятий.
Густав 19 лет состоял в отношениях с детской писательницей Кариной Аксельсон. Согласно завещанию пятого принца Сайн-Витгенштейн-Берлебург, он потерял бы право на наследство, если бы женился на Карине до смерти своего отца Рихарда. Пара заключила брак 3 июня 2022 года, через несколько лет после смерти Рихарда и завершения судебных разбирательств о наследстве.
В соответствии с салической примогенитурой, если принц Густав умирает не оставляя наследников, первородство переходит к младшему брату его отца принцу Робину.
18 апреля 2023 года было объявлено, что супруги ожидают рождения ребёнка с помощью суррогатной матери. 26 мая 2023 года в США от суррогатной матери у пары родился сын Густав-Альбрехт, а 26 апреля 2024 также от суррогатной матери родилась дочь Мафальда. 
Густав является крестным отцом:
- графа Ричарда фон Пфейля унд Кляйна-Эльгута (Count Richard von Pfeil und Klein-Ellguth), сына его сестры принцессы Александры;
- Константина Иоганнсмана, сына его второй сестры принцессы Натали,
- принца Винсента Датского, сына его двоюродного брата короля Дании Фредерика X.